# Jean-Paul Delamotte
Pour les articles homonymes, voir Delamotte.
Jean-Paul Delamotte, né le 21 octobre 1931 à Boulogne-Billancourt, mort le 21 septembre 2019 à Boulogne-Billancourt, est un écrivain - romancier, nouvelliste, traducteur - cinéaste et sous-titreur.
Après avoir enseigné la littérature et le cinéma français dans des universités australiennes (universités de Newcastle et La Trobe à Melbourne), il fonde avec son épouse Monique deux associations (Association culturelle franco-australienne en 1980 qu'il présidera jusqu'en 2000, puis Atelier littéraire franco-australien 1995-2010) qui ont accueilli des milliers d'artistes et écrivains en France, et une petite maison d'édition (La Petite maison, fondée en 1983), pour promouvoir la littérature australienne en France. Une trentaine d'ouvrages figure ainsi au catalogue des éditions La Petite maison (ouvrages à tirages limités) dont l'activité a été inaugurée par L'Echarde de Paul Wenz, écrivain français ami d'André Gide, traducteur de Jack London, ayant vécu près de Forbes.
Jean-Paul Delamotte a publié de nombreux articles dans Le Monde des livres et Le Magazine littéraire et ses premiers textes littéraires ont été publiés aux éditions Gallimard et Plon.
Pour son action en faveur de la culture australienne, il a été récompensé en 1992 de l'Ordre australien du mérite (Order of Australia, AM) notamment. Une partie importante des archives du couple et des ouvrages de La Petite maison (par ailleurs disponibles à la vente) se trouve à la bibliothèque Mitchell de Sydney depuis 2015.

## Biographie

### Formation
Étudiant aux États-Unis à Amherst College (1952) puis à l'université Harvard (1956-1958), il obtient en 1958 le diplôme Master of Public Administration. Il fait à cette occasion le tour des Etats-Unis et du Canada en auto-stop.
Il soutient en 1960 sa thèse doctorante en science politique à la Sorbonne "Les relations de l'état et de l'industrie cinématographique en France (1945-1960)".

### Relations France-Australie
Jean-Paul Delamotte se marie en 1974 avec Monique qui travaillait pour la filiale française de la Metro-Goldwyn-Mayer.
Ils partent pour l'Australie et donnent des cours de littérature française, de français, et sur le cinéma français à l'université de Newcastle, puis à celle de La Trobe (à Melbourne).
Il fonde en 1980 l'Association Culturelle Franco-Australienne (ACFA), et œuvre dès lors pour une connaissance réciproque des littératures et films français et australiens dans les deux pays, y compris en agissant auprès du personnel politique et diplomatique français et australien.

## Publications
Auteur d'essais et articles (dans le Monde des livres, le Magazine littéraire, deux volumes de la Nouvelle Revue française sur les écrivains australiens...). Nouvelles et romans (liste non exhaustive) :
- Jean-Paul Delamotte, La communauté, Paris, Gallimard, coll. « Jeune Prose », 1962 (lire en ligne)
- Jean-Paul Delamotte, Sans hâte : cette nuit, Paris, Plon, 1967 (lire en ligne)
- Jean-Paul Delamotte, Signe de vie 1 et 2, avec le concours de l'université de Newcastle (NSW) en 1975[10].
- Jean-Paul Delamotte, La bourrelle : Gentillesses. T.G.T.M.I.F. trois récits, Paris, Plon, 1978, 218 p.
- Jean-Paul Delamotte, À la recherche d'un écrivain perdu : Paul Wenz, français et australien, Le Lérot rêveur, 1987 (ASIN B003X9B4B4)
- Jean-Paul Delamotte et Frank Moorhouse, Un Australien garanti d'époque : Trois récits, La petite maison, 1987, 93 p. (ASIN B0014J7Y9G)
- Jean-Paul Delamotte, Tout l’espoir du monde, Belfond, 1996
- Jean-Paul Delamotte, Vivre et revivre : journal littéraire, Australie, 1977, La petite maison, 2000 (ISBN 978-2-907052-25-2)
- Jean-Paul Delamotte, La route de Nanima : a la découverte de Paul Wenz "the Master of Nanima" et de la richesse culturelle Australienne (vivre et revivre), La Petite maison, coll. « À l'issue », 2011, 331 p. (ISBN 978-2-907052-37-5)

Traductions (liste non exhaustive) :
- (en) Marcus Clarke (trad. de l'anglais par Jean-Paul Delamotte), La justice des hommes [« For the Term of his Natural Life »], Paris, Presses de la Renaissance, coll. « Domaine Angloph », 2009, 465 p. (ISBN 978-2-35692-002-7)
- (en) Geoffrey Dutton (trad. Jean-Paul Delamotte), Et voilà : souvenirs d'enfance, La Petite maison, 1998 (ISBN 978-2-907052-15-3)

## Distinctions
- AM, Member of the Order of Australia, en 1992 ;
- Honorary Fellow de l'université Macquarie (Sydney, 1994) ;
- Honorary Fellow de la Kelver Hartley Foundation (University of Newcastle, 1997) ;
- Miles Franklin Award pour le deuxième volume de la trilogie de Frank Moorhouse, Dark Palace (Friends and Patrons).